# Giulio Bartolocci
Giulio Bartolocci est un religieux et hébraïsant italien de l’ordre cistercien, naquit en 1613, à Celleno, passa la plus grande partie de sa vie à professer la langue hébraïque et rabbinique au collège de la Sapience à Rome, fut attaché en cette qualité à la Bibliothèque apostolique vaticane, devint abbé de St.-Bernard, et mourut d’apoplexie le 1er novembre 1687.

## Œuvres
Bartolocci est connu par sa Bibliothèque rabbinique, Rome, 1675, 4 vol. in-fol., dont les trois premiers parurent de son vivant, et le quatrième, resté imparfait, fut continué par son disciple Carlo Giuseppe Imbonati, qui, pour perfectionner le plan de son maître, publia en 1694 un cinquième volume sous le titre de Bibliothèque latine-hébraïque, L’ouvrage de Bartolocci lui avait coûté vingt-cinq ans de travail. Il offre le recueil le plus complet qu’on ait en extraits de livres des rabbins, tant manuscrits qu’imprimés ; mais il pèche par défaut de critique, et même de jugement ; car l’auteur passe légèrement sur des choses qui auraient mérité un examen approfondi[Interprétation personnelle ?]. Cependant l’ouvrage est recherché, parce qu’on y trouve bien des notices curieuses qui ne sont point ailleurs. Ce qu’il contient de bon aurait pu être renfermé dans un seul volume. Johann Christoph Wolf en a beaucoup profité pour sa Bibliotheca Hebræa. Bartolocci a composé encore un Commentaire in-folio sur le livre de Tobie.

## Éditions
- (la + he) Giulio Bartolocci, Bibliotheca Magna Rabbinica: De Scriptoribus, & Scriptis Rabbinicis ordine Alphabetico Hebraice, & Latine digestis, vol. 1, Romae, Ex Typographia Sacrae Congregationis de Propaganda Fide, 1675 (lire en ligne)
- (la + he) Giulio Bartolocci, Bibliotheca Magna Rabbinica: De Scriptoribus, & Scriptis Rabbinicis ordine Alphabetico Hebraice, & Latine digestis, vol. 2, Romae, Ex Typographia Sacrae Congregationis de Propaganda Fide, 1675 (lire en ligne)
- (la + he) Giulio Bartolocci, Bibliotheca Magna Rabbinica: De Scriptoribus, & Scriptis Rabbinicis ordine Alphabetico Hebraice, & Latine digestis, vol. 3, Romae, Ex Typographia Sacrae Congregationis de Propaganda Fide, 1683 (lire en ligne)
- (la + he) Giulio Bartolocci, Bibliotheca Magna Rabbinica: De Scriptoribus, & Scriptis Rabbinicis ordine Alphabetico Hebraice, & Latine digestis, vol. 4, Romae, Ex Typographia Sacrae Congregationis de Propaganda Fide, 1693 (lire en ligne)